# Le Salaire de la haine
Pour le film italien de 1968, voir Le Salaire de la haine (film, 1968).
Pour plus de détails, voir Fiche technique et Distribution.
Le Salaire de la haine (Face of a Fugitive) est un western américain réalisé par Paul Wendkos, sorti en 1959.

## Synopsis
Le hors-la-loi Jim Larsen, hanté par un passé troublé et une accusation de meurtre injuste, trouve refuge près d'une ville frontalière appelée Tangle Blue. En attendant le meilleur moment pour traverser la frontière, il tente de se faire aimer des habitants en se présentant comme Ray Kincaid. Attirée par une jeune veuve, il se lie bientôt d'amitié avec son frère qui s'avère être le shérif de Tangle Blue. Le fugitif n'hésite donc pas à s'allier avec le shérif dans la lutte contre un propriétaire terrien arrogant qui, avec ses bourreaux, se bat depuis longtemps avec la justice locale. Lorsque Ray apprend que des avis de recherche avec sa photo sont sur le point d'arriver en ville, il doit prendre une décision : fuir ou bien de rester et défendre son ami shérif et sa dulcinée...

## Fiche technique
- Titre français : Le Salaire de la haine
- Titre original : Face of a Fugitive
- Réalisation : Paul Wendkos
- Production : David Heilweil
- Société de production : Morningside Productions
- Société de distribution : Columbia Pictures
- Scénario : David T. Chantler, Daniel B. Ullman
- Musique : Jerry Goldsmith
- Photographie : Wilfred M. Cline
- Montage : Jerome Thoms
- Pays de production : États-Unis
- Format : couleur (Eastman Color) - 35 mm - 1.85 : 1 - Son : Mono (RCA Sound Recording)
- Genre : Western
- Durée : 81 minutes
- Dates de sortie : 
  - États-Unis : mai 1959
  - France : 23 septembre 1960

## Distribution
- Fred MacMurray : Jim Larsen alias Ray Kincaid
- Lin McCarthy : shériff Mark Riley
- Dorothy Green : Ellen Bailey
- Alan Baxter : Reed Williams
- Myrna Fahey : Janet Hawthorne
- James Coburn : Purdy
- Francis De Sales : shériff député George Allison (crédité Francis deSales)
- Gina Gillespie : Alice Bailey
- Ron Hayes : Danny Larsen
- Paul E. Burns : Jake, le barbier (crédité Paul Burns)

## Source
- Le Salaire de la haine sur EncycloCiné